# 山本由佳理
山本由佳理（YAMAMOTO Yukari，1981年5月31日—），島根縣出生，日本女子曲棍球運動員，亦為日本國家女子曲棍球隊成員。畢業於横田中学校、横田高校及東海女子大学。

## 簡歷

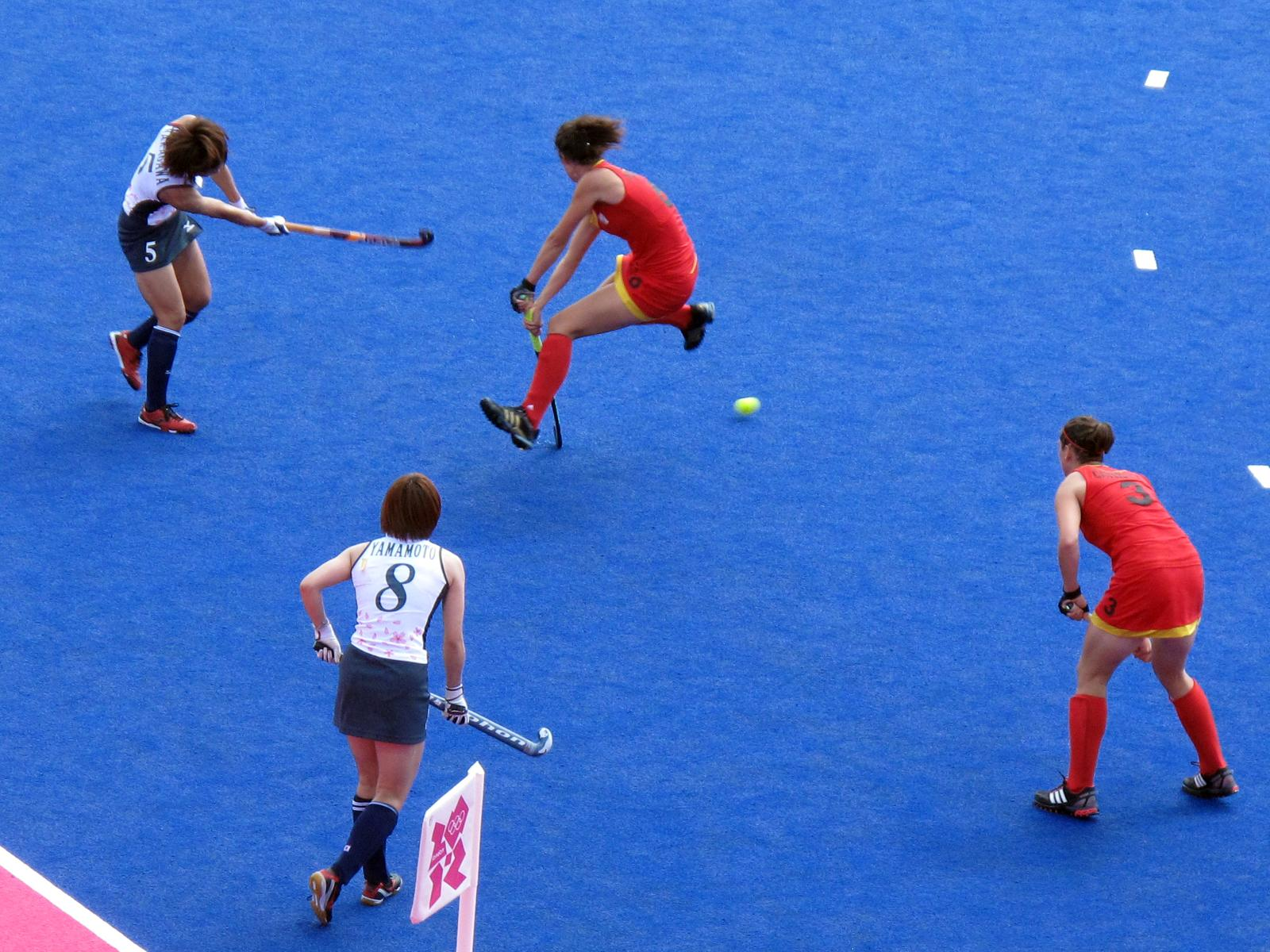
山本由佳理（白衣8號）正與比利時隊進行比賽。

2010年11月，山本由佳理代表日本出戰廣州亞運會，參加曲棍球比賽，奪得銅牌。